# 조르즈 안드라드
조르즈 마누엘 알메이다 고메스 드안드라드(포르투갈어: Jorge Manuel Almeida Gomes de Andrade, 1978년 4월 9일, 포르투갈 리스본 ~ )는 보통 조르즈 안드라드라는 약칭으로 불리는 포르투갈의 축구 선수로, 현재는 소속팀이 없다. 2002 FIFA 월드컵과 유로 2004에 포르투갈 대표로 출전한 바 있다. 2006년 FIFA 월드컵에는 대회 직전, 무릎인대 부상으로 출전하지 못하였다.
안드라드는 1997년 고향 팀 CF 에스트렐라 다 아마도라 (CF Estrela da Amadora)에서 선수 생활을 시작하였다. 팀에서 띄는 활약을 펼친 안드라드는 2000년 FC 포르투로 이적하였고, 포르투에서는 자신의 뛰어난 능력을 살려 팀의 핵심 수비수로 활동하였다. 2002년에는 포르투에서의 활약을 주목한 프리메라리가의 데포르티보 라코루냐로 약 1200만 유로의 이적료에 이적하였고, 그 후에는 다섯 시즌에 걸쳐 데포르티보의 수비진에서 빠른 스피드와 대인 마크 능력을 앞세워 프리메라리가의 정상급 센터백에 올라섰다.
2007-08 시즌에는 여러 팀의 이목을 끌면서 세리에 A의 유벤투스로 이적하였으나, 이후 부상이 장기적으로 지속되어 2년 동안 단 4경기에 출전하였다. 결국 2009년 4월 유벤투스에서 퇴출되어 무소속 선수가 되었다.